# Hamburg-Altenwerder

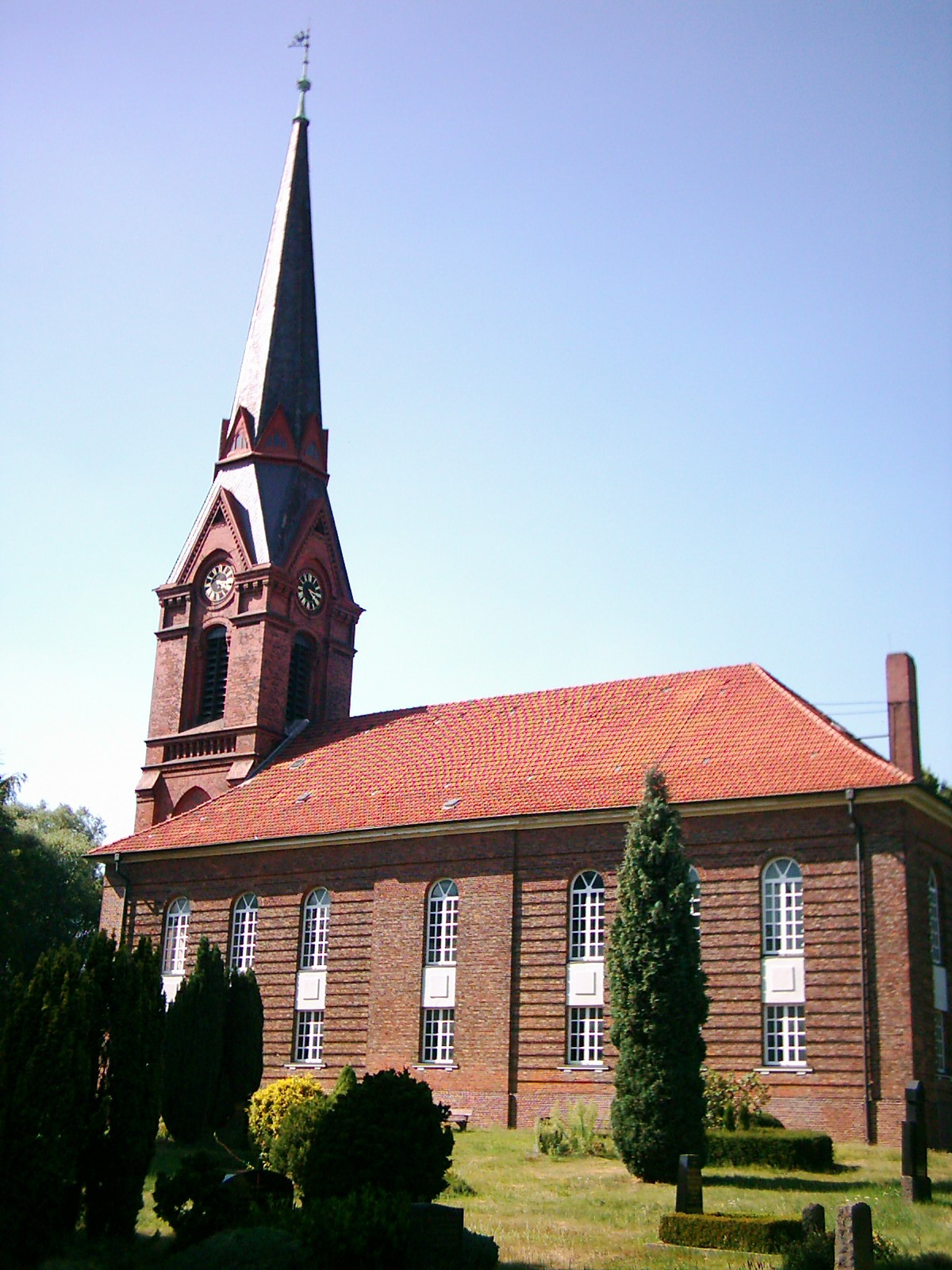
Die noch verbliebene St.-Gertrud-Kirche

Altenwerder (Schreibweise bis 1946: Altenwärder) ist ein Hamburger Stadtteil im Bezirk Harburg. Das ehemalige Dorf wurde in den 1960er Jahren zum Hafenerweiterungsgebiet. Die Einwohner wurden umgesiedelt; 1998 verließen die letzten Bewohner den Stadtteil. Von der alten Bebauung ist nur noch die Altenwerderaner Kirche übrig geblieben, sie gehört heute zur Kirchengemeinde Hausbruch.  
2003 wurde das lang geplante Containerterminal Altenwerder (CTA) in Betrieb genommen. Heute prägen Logistikhallen und Containerbrücken des Containerterminals, der nördlich davon gelegene Sandauhafen mit dem Hansaport für Massenschüttgüter, die Müllverbrennungsanlage Rugenberger Damm an der Köhlbrandbrücke und zwei Windkraftanlagen den Stadtteil. Östlich der Autobahn A7 liegen der Rangierbahnhof Alte Süderelbe sowie Industriebetriebe und Lagerhallen, wie die Trimet Aluminiumhütte (vormals HAW – Hamburger Aluminium-Werk) und das Aluminium-Walzwerk der Speira GmbH, ehemals Hydro Aluminium Deutschland GmbH (Norsk Hydro).

## Geografische Lage
Nördlich von Altenwerder liegt der Stadtteil Finkenwerder und Waltershof (Bezirk Hamburg-Mitte), östlich Wilhelmsburg (Bezirk Hamburg-Mitte), südlich Moorburg und westlich Francop.

## Geschichte

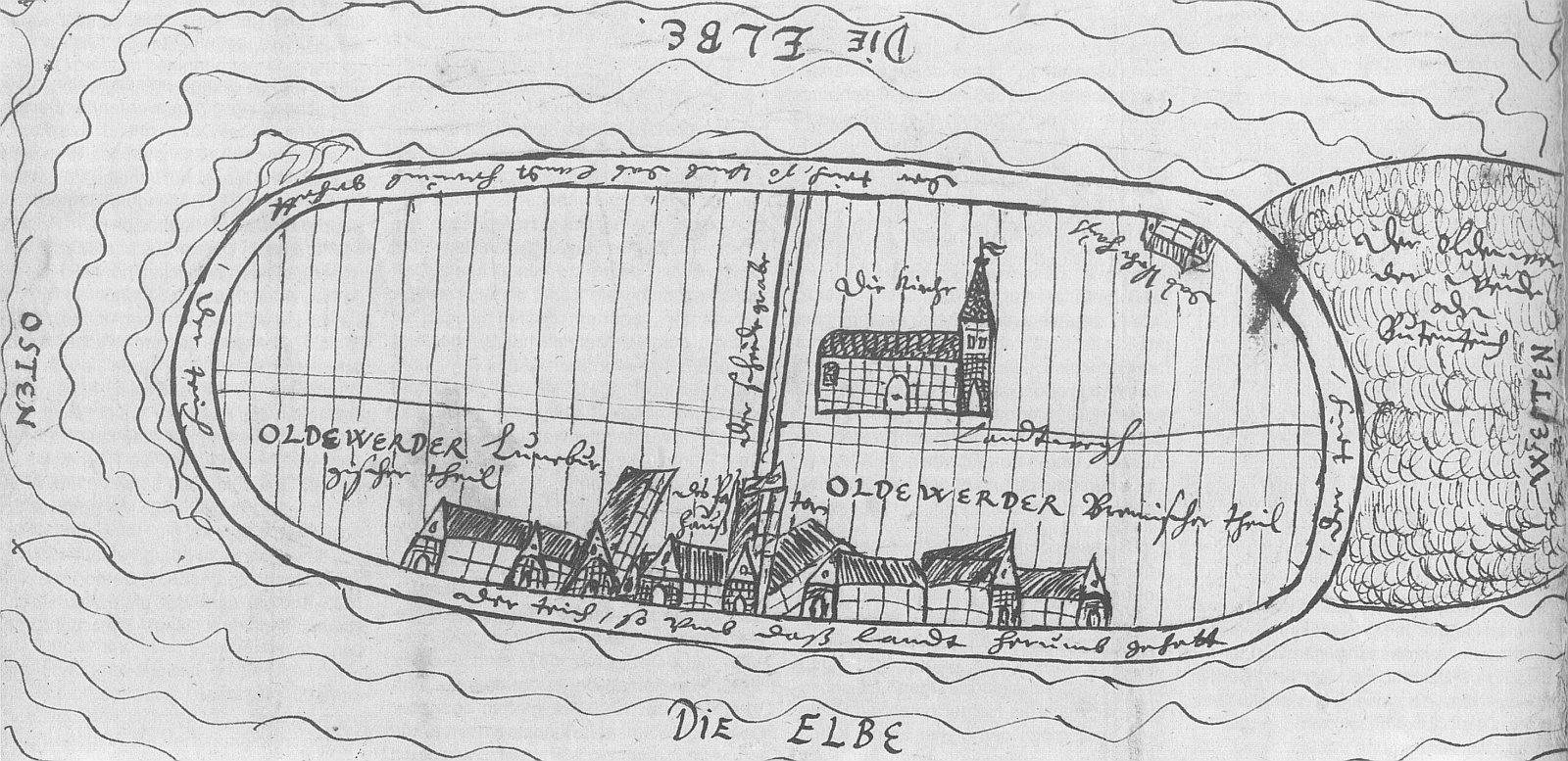
Altenwerder in einer Karte von 1615. Unten der Norderdeich mit einer Häuserzeile, in der Inselmitte die Kirche neben dem Scheidegraben, der die Insel in lüneburgischen (links) und bremischen Teil (rechts) trennt, oben rechts das Fährhaus der Fähre nach Moorburg, rechts die außendeichs liegenden Weiden

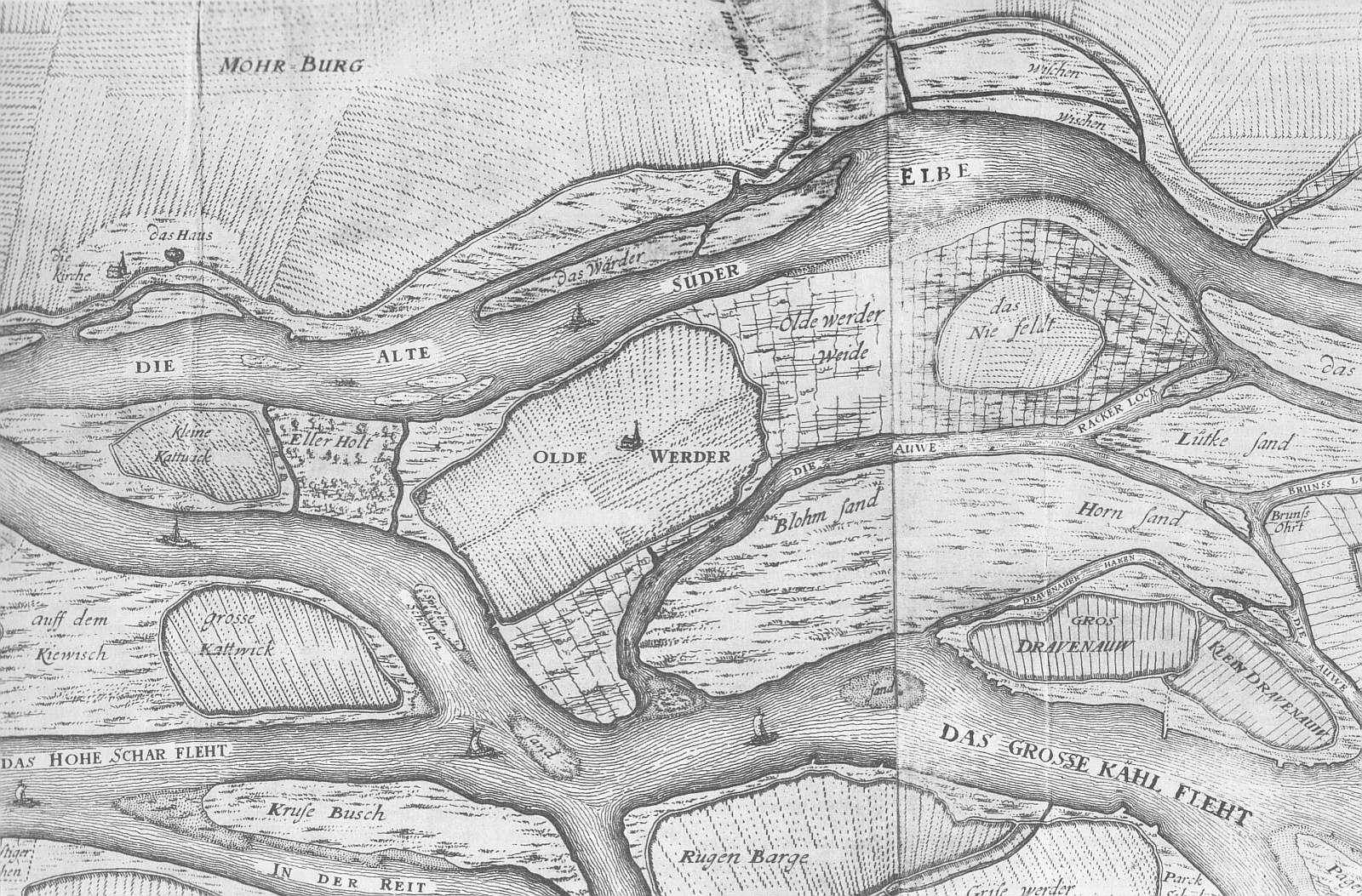
Altenwerder in einer Elbkarte von 1702 mit Eindeichung und angedeutetem Querweg. Norden ist in der Darstellung unten

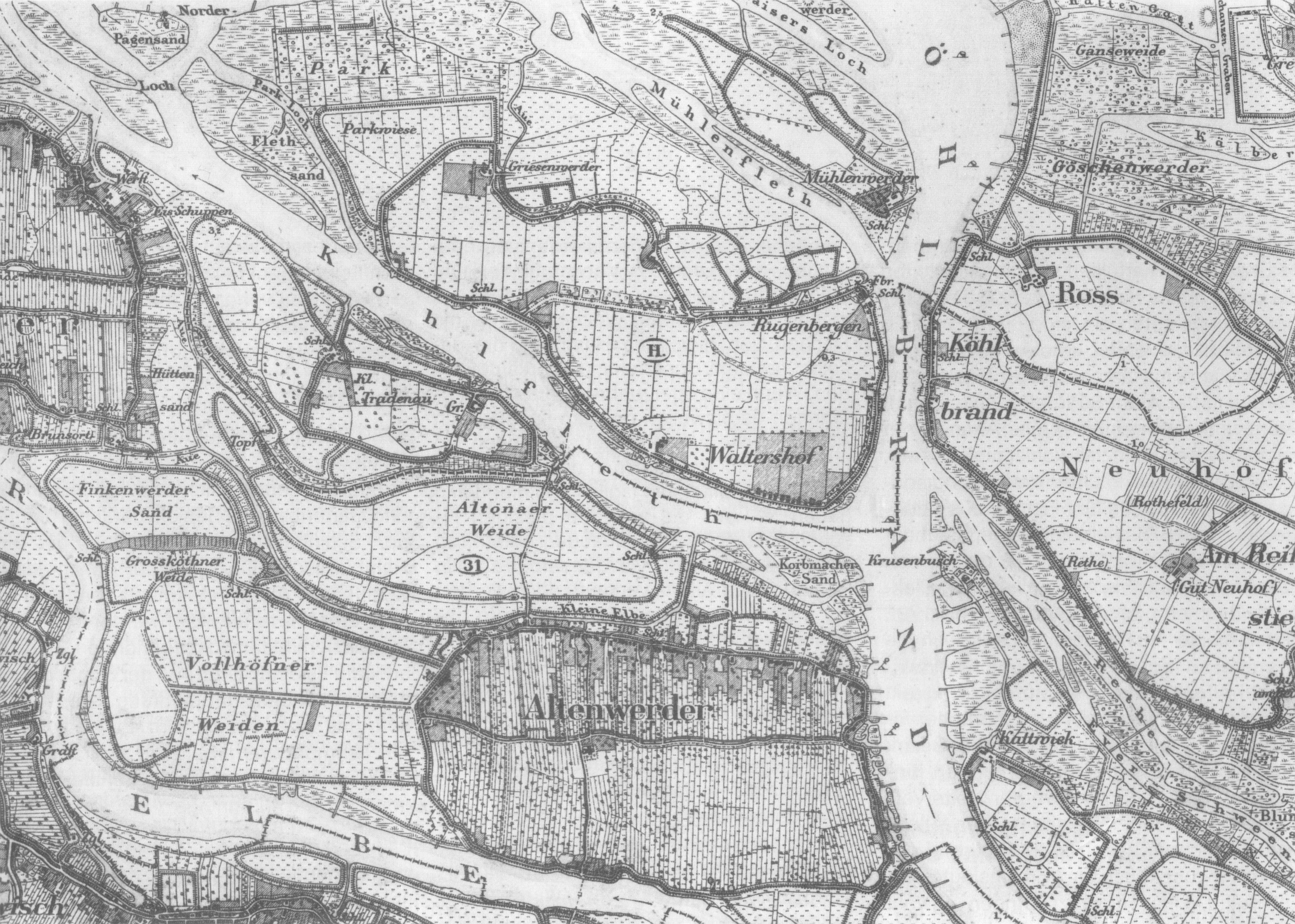
Altenwerder 1878

Die Insel Altenwerder wurde 1248 durch die Allerkindleinsflut von der eingedeichten damaligen Elbinsel Gorieswerder getrennt. Die ältesten erhaltenen Schriftstücke, die das Dorf Altenwerder erwähnen, tragen kein Datum, wurden von Historikern aber in die Zeit um 1250 datiert. Darüber hinaus geben Lehnregister des Klosters Corvey indirekte Hinweise darauf, dass Altenwerder bereits vor 844 genutzt oder besiedelt gewesen sein könnte. Der Name, in den frühen Urkunden als Oldenwerdere ausgewiesen, ist damit begründet, dass diese Elbinsel im Vergleich zu Finkenwerder oder Silrandiswerder schon früher und länger besiedelt war, wobei Werder Flussinsel bedeutet.
Da durch eine Reihe von Sturmfluten, darunter besonders die Cäcilienflut, Teile des Landes unbewohnbar geworden waren, wurde Altenwerder auf Grund eines Vertrages vom 27. Februar 1418 durch die beiden Landesherren des Erzbischofs von Bremen und der Herzöge von Braunschweig und Lüneburg neu eingedeicht. Im 15. Jahrhundert wurde die Elbinsel von sechzehn Höfnern allein bewirtschaftet. Urkundlich belegt ist, dass Altenwerder schon um das Jahr 1436 eine eigene Kirche besessen hat, 1468 findet das Kirchspiel Altenwerder erste Erwähnung, der erste namentlich erwähnte Pastor ist Hinrich Pruns († 1575), ein Kirchenneubau erfolgte 1659.
Anfang des 16. Jahrhunderts wurde die Ansiedlung von Köthnern zugelassen, die den Höfnern für die Nutzung des Bodens zahlen mussten und gegen Tagelohn auch für Reparaturen und Bauarbeiten an der etwa 6 km langen Deichstrecke zur Verfügung standen. Durch Erbteilung und Landzukauf entstand eine vielschichtige Struktur vom eigenständigen Vollhöfner bis zu Klein-Köthnern, die sich aus der Landwirtschaft allein nicht mehr ernähren konnten. Die Häuser der Höfner wurden im Stil des reetgedeckten Niedersachsenhauses erbaut, welches auch die Ausgangsform anderer Häuser im Ort war.
Der Deich teilte das Land in Binnen- und Außendeichsland. Binnendeichs lagen Gemüse-, Obst- und Ackerland, außendeichs Wiesen und Weiden. Die Deichkappe wurde zu einer breiten Fahrstraße erweitert. Der erhöhte Baugrund an den Deichen bot sich als günstiger Platz für den Bau der Häuser an. Auf der schmalen Insel Altenwerder war der Norderdeich der Hausdeich. Die Einzelbesitzungen erstreckten sich von dort bis zum Süderdeich. Neuere Häuser wurden auch an die Außenseite des Deichs gebaut oder weiter außendeichs auf einer Wurt, sie waren dadurch jedoch stärker durch Sturmfluten gefährdet. Das Innere der Insel wurde durch Querstraßen (Querweg) erschlossen. 
Dokumente des Amts Harburg aus dem Jahr 1678 erwähnen in der Vogtey Altenwerder zwei Vollhöfner, fünf Halbhöfner, neun Kohter und neun Brincksitzer. Um 1756 werden in Altenwerder neben 15 Vollhöfnern und 2 Halbhöfnern bereits 69 Köthner benannt. 
Ein Kirchenneubau aus dem Jahr 1769 wurde bei einer sehr schweren Sturmflut 1825 stark beschädigt. Ein Kirchenneubau wurde geschaffen und 1831 eingeweiht. Der Neubau besaß keinen Glockenturm; die Glocken wurden in einem hölzernen Glockenstuhl vor der Kirche untergebracht. Der Bau des Glockenturmes erfolgte erst 1895.
Im Jahr 1803 werden 133 Wohngebäude und 1000 Einwohner angegeben, darunter 14 Vollhöfner, 2 Halbhöfner, 9 Großköthner und 81 Kleinköthner; die Milch der etwa 400 Kühe, die zu dieser Zeit gehalten wurden, wurde mit sogenannten Evern nach Hamburg transportiert, um sie dort zu verkaufen. 
Die gesamte Grundfläche Altenwerders wurde 1910 zu 825 ha ermittelt, davon 110 ha Ackerfläche, 521 ha Weide und 194 ha Ödland. Eine Volkszählung vom 16. Juni 1925 ermittelte in Altenwerder bereits 243 bewohnte Häuser mit 493 Haushalten und 2010 Einwohnern. Eine Viehzählung vom 1. Dezember 1924 fand Viehhaltung in 255 Haushalten, im Einzelnen 146 Pferde, 538 Rinder, 23 Schafe, 517 Schweine, 41 Ziegen, 11 Gänse, 309 Enten und 2550 Hühner.
1937 wurde Altenwerder ebenso wie einige andere Gemeinden im preußischen Landkreis Harburg durch das Groß-Hamburg-Gesetz Teil Hamburgs.
Als Nahversorger für die Stadt Hamburg lebten die Bewohner Altenwerders von Gemüseanbau, Milchwirtschaft, Fischerei und Handwerk. Seit dem 19. Jahrhundert wurde vermehrt Obstanbau betrieben. Mit der allmählichen Umwandlung der Inseln in Hafen- und Industriegebiete im 20. Jahrhundert entstanden den Inselbewohnern neue Erwerbsmöglichkeiten. Die urtümliche Landschaft und das abgeschlossene Inselleben ging im gleichen Zuge verloren. 
Die Verkehrsanbindung erfolgte bis in die 1970er Jahre durch die HADAG-Schiffslinie Hamburg-Landungsbrücken – Neuhof – Moorburg – Harburg.

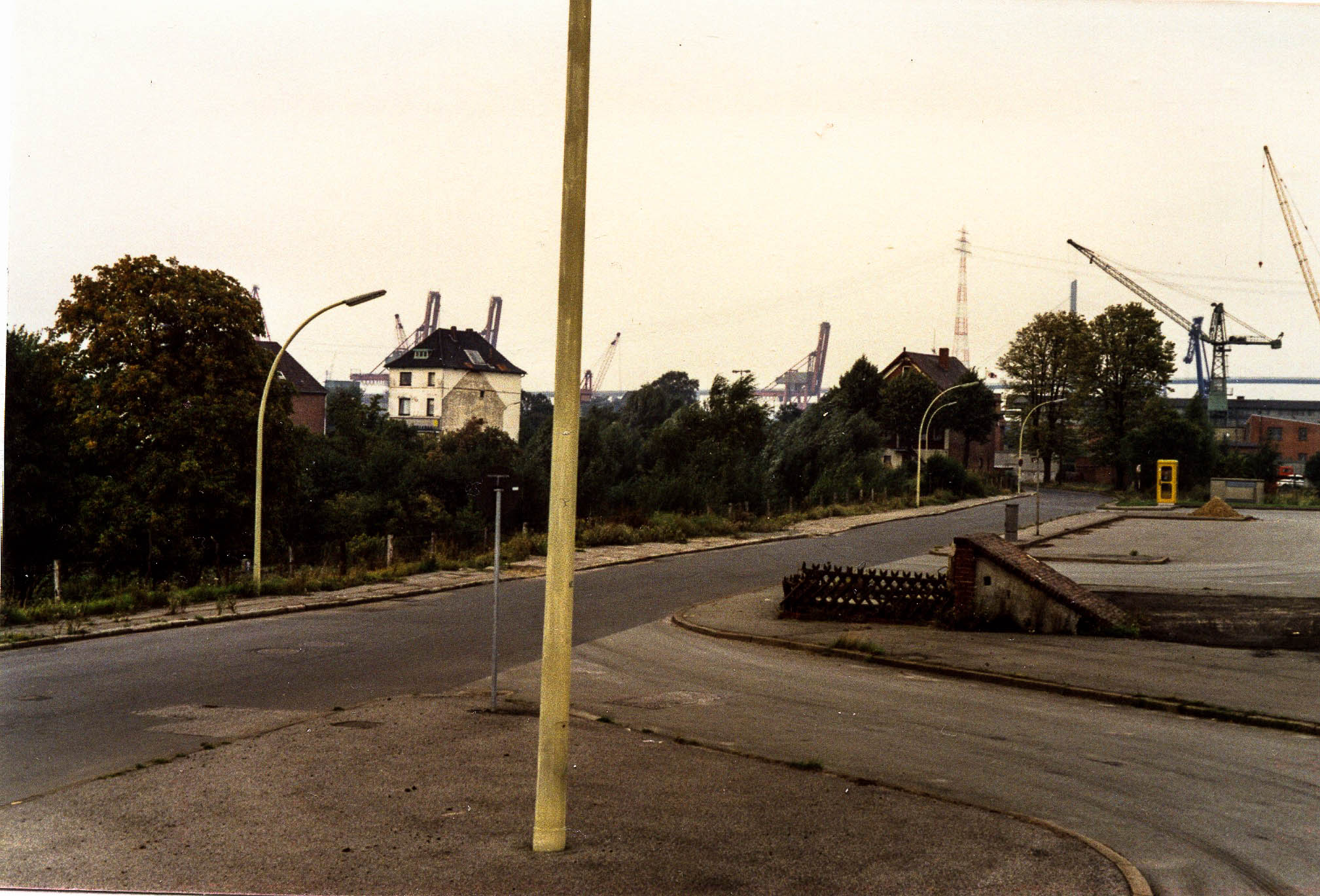
Altenwerder (1986)

Im Zweiten Weltkrieg wurde die Kirche am 8. April 1945 bei einem der letzten Luftangriffe durch eine Luftmine stark beschädigt. Sie wurde unter der engagierten Leitung von Bauinspektor Andeus Bleß restauriert und am 8. Oktober 1948 als eine der ersten Kirchen im hamburgischen Raum wieder eingeweiht.
Als Konsequenz aus der Verabschiedung des Gesetzes zur Hafenerweiterung kaufte die Stadt Hamburg ab ca. 1960 Grundstücke auf und siedelte die Anwohner um. Zwischen 1973 und 1978 wurde eine Enteignung angekündigt, weshalb sich viele Menschen teilweise mit Entschädigung zum Umzug bewegen ließen. Das heutige Altenwerder hat so gut wie keine Einwohner mehr. Die verbliebene Kirche und ihr Friedhof stehen nahe der Hochstraße Elbmarsch (Autobahn A7) in einem Grünstreifen mit altem Baumbestand. 
Seit 2009 stehen hier zwei Enercon E-126 Windkraftanlagen, welche mit jeweils 6 Megawatt und mit einer Gesamthöhe von 198,5 Metern zu den höchsten Bauwerken der Hansestadt gehören.
Im Mai 2016 wurde bekannt, dass der Senat im Rahmen der Hafenerweiterung „Altenwerder-West“ die Vollhöfener Weiden (Vollhöfener Wald) zugunsten neuer Logistikflächen fällen wolle. Auf dem 45 Hektar großen Gebiet stehen 23.000 Weidenbäume. Umweltverbände erhoben Klage beim Hamburger Verwaltungsgericht. Sie sehen in der naturbelassenen Fläche einen wichtigen Lebensraum für seltene Arten wie Gelbspötter, Kleinspecht und Wasserfledermaus.
Der Vollhöfener Wald ist mittlerweile zum 38. Naturschutzgebiet der Stadt Hamburg erklärt worden. Im Koalitionsvertrag 2020 zwischen SPD und Grünen wurde vereinbart, als Kompensations- und Ausweichfläche die beiden seit Jahrzehnten gewachsenen Biotope in unmittelbarer Nähe des Containerterminals, das so genannte Altenwerder Kirchtal, ein Grünstreifen um die Kirche St. Gertrud, sowie die so genannte Bullerrinne, ein Grünstreifen südlich des Altenwerder Hauptdeichs, freizugeben. Die Flächen sollen freigeräumt und versiegelt werden, um sie zukünftig für die Lagerung von Containern zu nutzen. Ein von der Hamburg Port Authority in Auftrag gegebenes Gutachten hat allerdings den außergewöhnlichen naturschutzfachlichen Wert dieser beiden Biotope festgestellt, so dass sich nun die Frage der Abwägung zwischen Wirtschafts- und Naturschutzinteressen stellt.

### Einwohnerentwicklung
| 1803     | 1894 | 1925 | 1951 |
| ca. 1000 | 1394 | 2010 | 2563 |

| 1987 | 1988 | 1989 | 1990 | 1991 | 1992 | 1993 | 1994 | 1995 | 1996 | 1997 | 1998 | 1999 |
| 76   | 74   | 67   | 90   | 105  | 421  | 410  | 319  | 324  | 130  | 52   | 37   | 23   |

| 2000 | 2001 | 2002 | 2003 | 2004 | 2005 | 2006 | 2007 | 2008 | 2009 | 2010 | 2011 | 2017 |
| 1    | 12   | 0    | n/a  | 0    | 0    | 2    | 2    | 3    | 3    | 3    | 3    | 3    |

Herkunft der Daten: 1803, 1894, 1925, 1951, 1987–2017

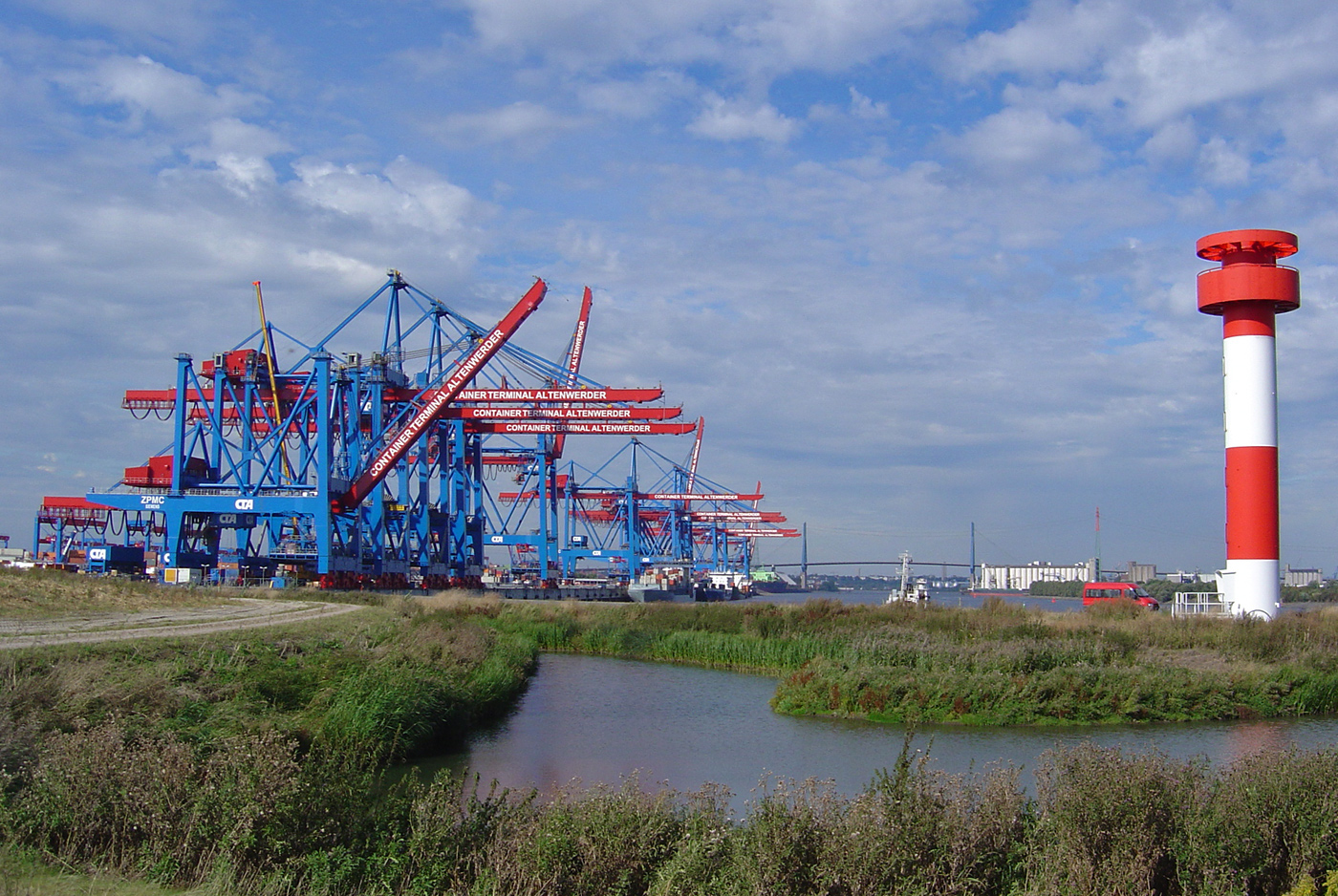
Das Hafen-Terminal Altenwerder im September 2004
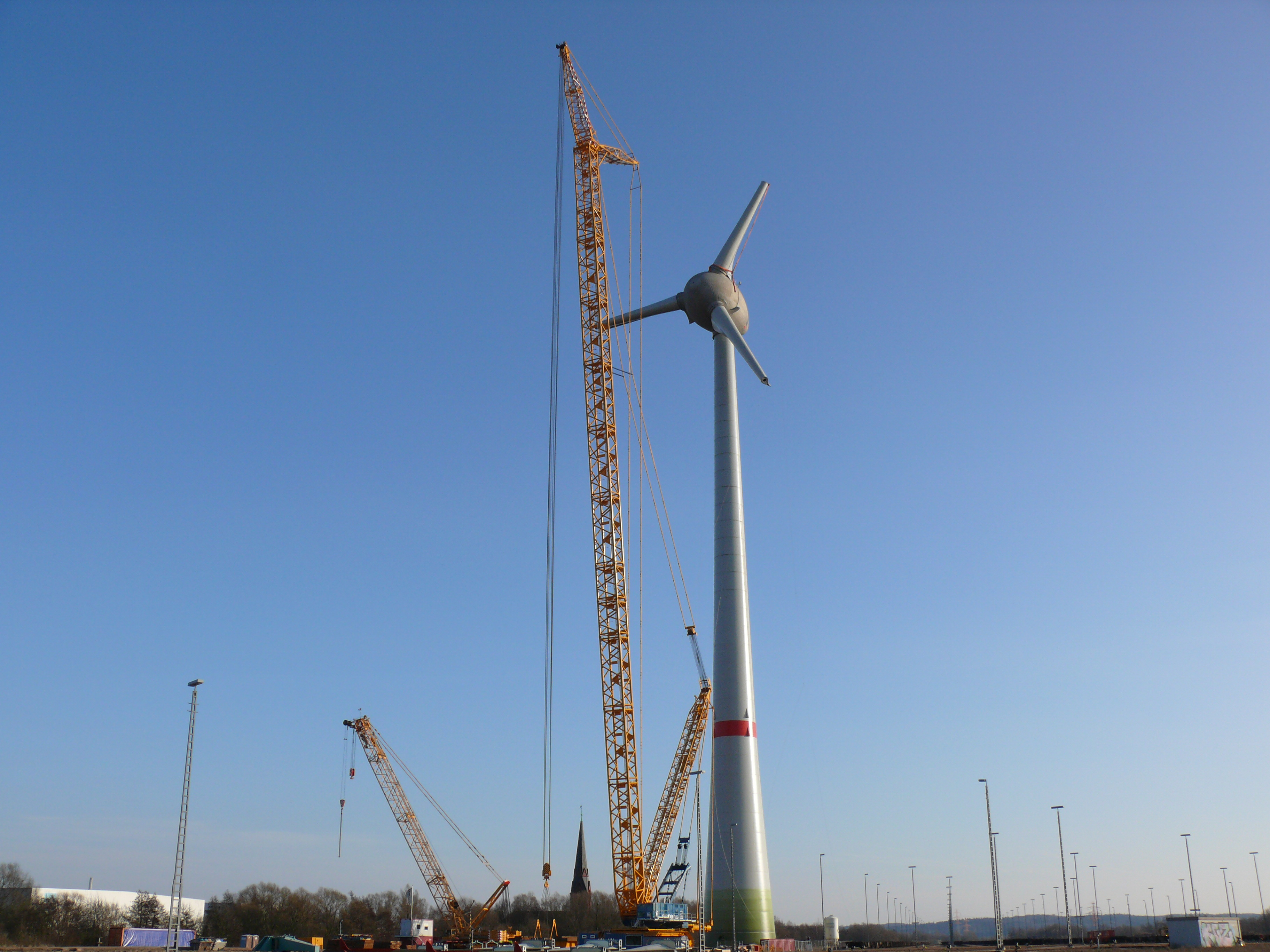
Windkraftanlage 2009 im Aufbau. Dahinter der Kirchturm.
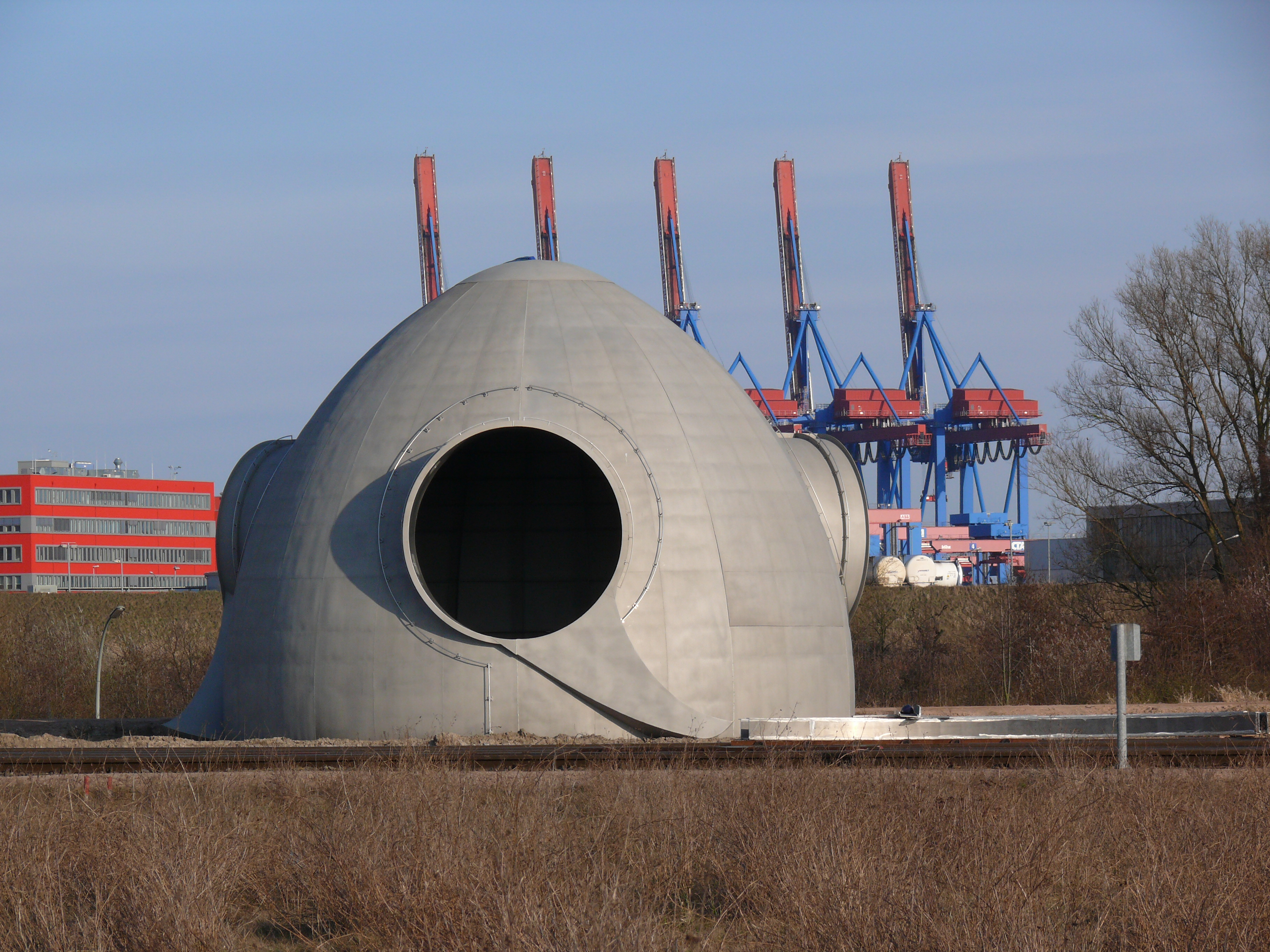
Nabe der Windkraftanlage vor Containerbrücken des CTA